# Archaeogomphus furcatus
Archaeogomphus furcatus är en trollsländeart som beskrevs av Williamson 1923. Archaeogomphus furcatus ingår i släktet Archaeogomphus och familjen flodtrollsländor. Inga underarter finns listade i Catalogue of Life.